# Kloster Santo Stefano al Corno
Das Kloster Santo Stefano al Corno war eine Zisterziensermönchsabtei in der Lombardei, Italien. Der Name Corno nimmt auf eine der Schleifen des Flusses Po Bezug. Es lag am linken Ufer des Flusses Po zwischen den Orten Corno Giovine und Santo Stefano Lodigiano, rund zehn Kilometer südlich von Codogno, im Süden der heutigen Provinz Lodi.

## Geschichte
Das 1099 (nach anderen 1109) von der Gräfin Ansalda von Ghisalba und ihren Söhnen gestiftete und inzwischen verlassene Benediktinerkloster wurde 1231 von Papst Gregor IX. den Zisterziensern übertragen und noch im gleichen Jahr von einem aus Kloster Cerreto entsandten Konvent wiederbesiedelt. Damit gehörte es der Filiation der Primarabtei Clairvaux an. Kirche und Kloster wurden schon bald durch eine Überflutung des Flusses Po zerstört. Daraufhin erfolgte eine Verlegung nach dem heutigen Santo Stefano Lodigiano. Aber auch dieses Kloster wurde 1481 durch eine Überschwemmung schwer beschädigt. Das in der Zwischenzeit in Kommende gefallene Kloster wurde unter dem Kommendatarabt Bonifacio Simonetta wieder aufgebaut. 1497 trat das Kloster der italienischen Zisterzienserkongregation bei. Zu den Kommendataräbten gehörte auch Karl Borromäus. Die Kommende führte jedoch zum wirtschaftlichen Niedergang der Abtei. 1777 verließen die Zisterzienser das Kloster und 1797 wurden seine Güter eingezogen.

## Anlage und Bauten
Vom Kloster stehen noch eine kleine Kapelle sowie der Kreuzgang.